# Maurizio Gherardini
Maurizio Gherardini (Forlì, 22 settembre 1955) è un ex cestista e dirigente sportivo italiano.
È presidente della Lega Basket.

## Carriera
Ha giocato, come cestista, con la Libertas Forlì tra il 1971 e il 1980, in seguito, con la stessa squadra, diventò dapprima viceallenatore, fino al 1982, poi come general manager, senza abbandonare il lavoro di impiegato in banca.
Nel 1992 assume l'incarico di procuratore generale alla Benetton Basket Treviso, per la quale, grazie alle sue intuizioni di mercato, in quattordici stagioni, riuscirà a farle conquistare quattro scudetti, due Eurocup, sette coppe Italia e tre supercoppe italiane.
È stato anche collaboratore per il Resto del Carlino, Superbasket, Giganti del basket e Clinic.
È stato anche membro, dal 1998 al 2000, della commissione FIBA e, dal 2001 al 2006, del board di Eurolega.
Nel 2001 è stato votato dirigente dell'anno dalla Gazzetta dello Sport, nel 2003 ha ricevuto l'Oscar del basket Pietro Reverberi, nel 2004 l'Oscar del basket GIBA ed infine, nel 2006 è stato eletto miglior dirigente della Lega Basket.
Nel giugno 2006 assume la vicepresidenza dei Toronto Raptors, dove ha portato come prima scelta del draft NBA il cestista italiano Andrea Bargnani. Complice la partenza di Bryan Colangelo da Toronto, Gherardini ha lasciato la franchigia canadese per entrare nello staff degli Oklahoma City Thunder in qualità di senior advisor e responsabile per gli affari internazionali.
Dal 21 maggio 2014 è general manager del Fenerbahçe Ülker, club di pallacanestro che gioca in Eurolega e che fa parte di una delle più prestigiose società polisportive della Turchia.
È stato eletto presidente della Lega Basket il 25 giugno 2025, prendendo il posto di Umberto Gandini.
È sposato con Luana, ha due figli, Michele e Valentina.

## Palmarès

### Dirigente
- Gianluigi Porelli Euroleague Executive of the Year: 1

Fenerbahçe: 2016-17